# Avia BH-7
Avia BH-7 byly prototypy československého stíhacího hornoplošníku z první poloviny 20. let 20. století. V roce 1922 zadalo Ministerstvo národní obrany československým firmám úkol vyvinout letoun, který by byl osazen standardním motorem HS 8Fb. Firma Avia vyvinula dle požadavku dva letouny - dvouplošný BH-6 a jednoplošný BH-7. První prototyp označený jako BH-7a vzlétl 15. prosince roku 1923. Během zkoušek však dvakrát havaroval a od jeho výroby bylo upuštěno. 23. ledna 1924 byl zalétán závodní speciál BH-7b, který měl oproti „áčku“ některé úpravy. Při rychlostních závodech roku 1924 však letoun narazil do zapomenutého nivelačního kolíku na letišti a byl prakticky zničen. Ani tento letoun již nebyl dále vyráběn.

## Specifikace (BH-7a)

### Technické údaje
- Rozpětí: 10,40 m
- Délka: 6,84 m
- Nosná plocha: 18,15 m²
- Hmotnost prázdného stroje: 855 kg
- Motor: Škoda HS 8Fb
  - Výkon motoru: 221 kW

### Výkony
- Maximální rychlost: 270 km/h
- Dolet: 480 km
- Dostup: 8000 m

## Specifikace (BH-7b)

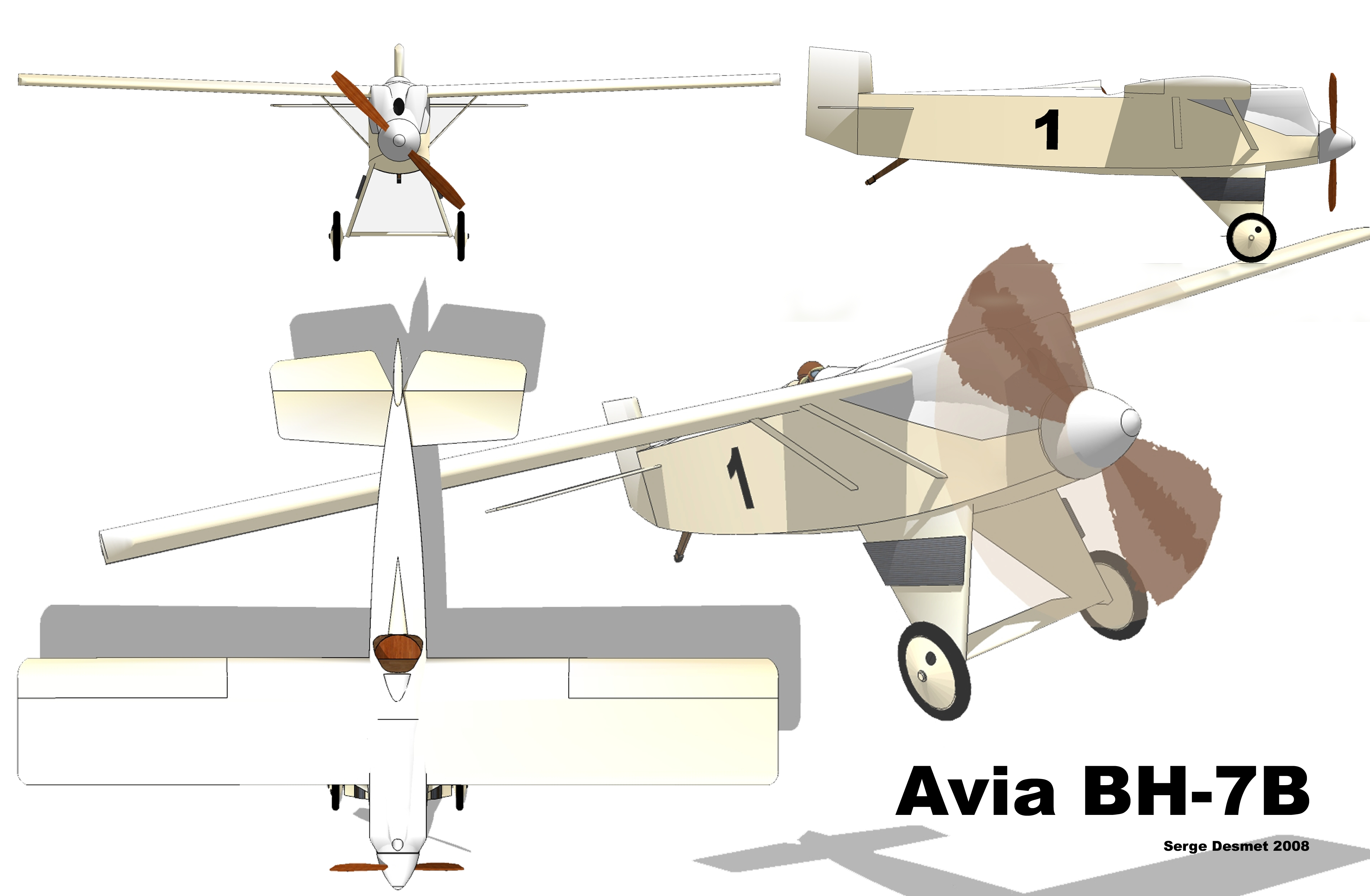
Avia BH-7B

### Technické údaje
- Rozpětí: 9,00 m
- Délka: 6,83 m
- Nosná plocha: 13,00 m²
- Hmotnost prázdného stroje: 815 kg
- Motor: Škoda HS 8Fb
  - Výkon motoru: 279 kW

### Výkony
- Maximální rychlost: 300 km/h